# The Extremist
Albums de Joe Satriani
Flying In A Blue Dream
(1989) Time Machine
(1993)
Album de Joe Satriani sorti en 1992, The Extremist est dans la continuité de l'album Flying In A Blue Dream, mais avec une sonorité plus heavy metal. De grands titres de « Satch », tels que Summer Song et Friends, devenus des classiques. Plusieurs morceaux comme War, Summer Song, Motorcycle Driver et The Extremist (sur lequel Joe joue de l'harmonica), se mêlent à des titres plus calmes, comme Rubina's Blue Sky Happiness et la ballade Cryin'. À noter le solo du morceau Why, exemple de shred.
L'album est disque d'or aux États-Unis et en France.

## Titres
1. Friends - 3:27
2. The Extremist - 3:42
3. War - 5:46
4. Cryin'  - 5:42
5. Rubina's Blue Sky Happiness - 6:10
6. Summer Song - 4:52
7. Tears in the Rain - 1:16
8. Why - 4:45
9. Motorcycle Driver - 4:56
10. New Blues - 6:55
11. Crazy - bonus pour l'édition japonaise, figurant sur l'album Time Machine , en 1993

## Musiciens
- Joe Satriani : guitares, banjo (1, 5), claviers (2, 3, 4, 5, 6, 7, 8, 9), harmonica (2), dobro (2), mandoline (5), basse (8, 10)
- Mat Bissonette : basse (1, 2, 3, 4, 5, 6, 9)
- Greg Bissonette : batterie (1, 2, 3, 4, 5, 6, 8, 9)
- Paulino Da Costa : percussions (2, 3, 4, 6, 8, 9)
- Andy Johns : orgue (2, 9)
- Brett Tugle : orgue (4)
- Doug Wimbisch : basse (5), Budy Rich intro (10)
- Simon Phillips : Highland drums & tambourin  (5), batterie (10)
- Phil Alshley : cordes synthétisées & squeeze box (5), claviers (6, 10), trompette synthétisée (10)
- Bongo Bob : batterie et percussions électroniques (8)
- Jeff Campitelli : cymbales (10)